# Libertyville (Iowa)
Libertyville es una ciudad ubicada en el condado de Jefferson en el estado estadounidense de Iowa. En el Censo de 2010 tenía una población de 315 habitantes y una densidad poblacional de 249,74 personas por km².

## Geografía
Libertyville se encuentra ubicada en las coordenadas 40°57′30″N 92°3′1″O / 40.95833, -92.05028. Según la Oficina del Censo de los Estados Unidos, Libertyville tiene una superficie total de 1.26 km², de la cual 1.26 km² corresponden a tierra firme y (0%) 0 km² es agua.

## Demografía
Según el censo de 2010, había 315 personas residiendo en Libertyville. La densidad de población era de 249,74 hab./km². De los 315 habitantes, Libertyville estaba compuesto por el 97.78% blancos, el 0% eran afroamericanos, el 0.32% eran amerindios, el 0% eran asiáticos, el 0% eran isleños del Pacífico, el 1.27% eran de otras razas y el 0.63% pertenecían a dos o más razas. Del total de la población el 1.27% eran hispanos o latinos de cualquier raza.